# Чемпионат России по мини-футболу 2009/2010
18-й чемпионат России по мини-футболу проходил с 4 сентября 2009 года по 8 мая 2010 года. В чемпионате принимали участие 12 команд. Чемпионом второй раз подряд стал екатеринбургский клуб «ВИЗ-Синара».

## Участники чемпионата
- ВИЗ-Синара (Екатеринбург)
- Динамо-Ямал (Москва)
- ТТГ-Югра (Югорск)
- Тюмень (Тюмень)
- Норильский никель (Норильск)
- Дина (Москва)
- Мытищи (Мытищи)
- ЦСКА (Москва)
- Политех (Санкт-Петербург)
- Сибиряк (Новосибирск)
- Новая генерация (Сыктывкар)
- Динамо-2 (Москва)

### Формирование состава участников
Изначально АМФР было объявлено, что Суперлига сезона 2009/10 будет расширена до 16 команд, однако к началу чемпионата это число сократилось до 12. В итоге в Суперлигу попали новосибирский «Сибиряк», сыктывкарская «Новая генерация» и московское «Динамо-2», игравшие предыдущий сезон в Высшей лиге. В обратном направлении из-за финансовых проблем проследовал щёлковский «Спартак-Щёлково», а петербургское «Динамо» и московский «Спартак» по тем же причинам снялись с соревнования ещё во время сезона 2008/09, после чего прекратили существование. Уже после составления календаря о невозможности выступления в Суперлиге заявил и липецкий клуб «Липецк». А всего за один день до начала чемпионата к нему присоединился и уфимский клуб «Динамо-Тималь».

## Итоговая таблица
| Место | Команда           | И  | В  | Н | П  | М      | О  |
| ----- | ----------------- | -- | -- | - | -- | ------ | -- |
| 1     | ВИЗ-Синара        | 22 | 17 | 5 | 0  | 114-45 | 56 |
| 2     | Тюмень            | 22 | 17 | 2 | 3  | 105-67 | 53 |
| 3     | Динамо-Ямал       | 22 | 16 | 4 | 2  | 130-66 | 52 |
| 4     | ТТГ-Югра          | 22 | 13 | 4 | 5  | 107-88 | 43 |
| 5     | ЦСКА              | 22 | 10 | 4 | 8  | 86-94  | 34 |
| 6     | Сибиряк           | 22 | 7  | 5 | 10 | 68-61  | 26 |
| 7     | Норильский никель | 22 | 7  | 5 | 10 | 82-84  | 26 |
| 8     | Динамо-2          | 22 | 7  | 4 | 11 | 72-86  | 25 |
| 9     | Дина              | 22 | 7  | 3 | 12 | 73-99  | 24 |
| 10    | Мытищи            | 22 | 6  | 3 | 13 | 67-95  | 21 |
| 11    | Политех           | 22 | 2  | 4 | 16 | 56-102 | 10 |
| 12    | Новая генерация   | 22 | 1  | 1 | 20 | 50-123 | 4  |

## Лучшие бомбардиры
| Место | Имя                  | Клуб              | Голов |
| ----- | -------------------- | ----------------- | ----- |
| 1     | / Сирило             | Динамо-Ямал       | 26    |
| 2     | Эдер Лима            | ТТГ-Югра          | 25    |
| 3     | Дмитрий Прудников    | ВИЗ-Синара        | 24    |
| 3     | Денис Абышев         | Тюмень            | 24    |
| 5     | Вячеслав Владющенков | Норильский никель | 23    |
| 6     | Тату                 | Динамо-Ямал       | 20    |
| 6     | Робиньо              | ТТГ-Югра          | 20    |
| 8     | Сергей Иванов        | Динамо-Ямал       | 18    |
| 8     | Сезинья              | ЦСКА              | 18    |
| 10    | Лукаян               | ТТГ-Югра          | 17    |

## Лучшие игроки по версии АМФР
| Игрок            | Вратарь                  | Защитник           | Нападающий                     |
| ---------------- | ------------------------ | ------------------ | ------------------------------ |
| Афранио (Тюмень) | Сергей Зуев (ВИЗ-Синара) | Тату (Динамо-Ямал) | Дмитрий Прудников (ВИЗ-Синара) |

## События сезона
- Впервые после долгого перерыва мини-футбол вернулся на общедоступное ТВ. Телеканал «Россия 2» в течение сезона осуществлял трансляции центральных матчей чемпионата и кубка России.
- После матча предпоследнего тура чемпионата между клубами «ВИЗ-Синара» и «Динамо-Ямал», окончившегося с ничейным счётом 6:6, «динамовцы» лишились надежд на чемпионство. Матч транслировался по ТВ, и комментаторы завершили трансляцию поздравлениями екатеринбургского клуба с чемпионством. Вскоре о чемпионстве «ВИЗ-Синары» сообщили крупнейшие спортивные сайты страны. Но информация оказалась ошибочной — шансы на золото чемпионата сохраняла «Тюмень». Впрочем, в последнем туре екатеринбуржцы все-равно оформили чемпионство.